# 소스노비보르

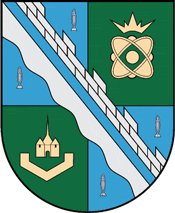
시 문장

소스노비보르(러시아어: Сосно́вый Бор, "소나무 숲"이라는 뜻)는 러시아 레닌그라드주 서부에 위치한 도시로, 인구는 66,132명(2002년 기준)이다. 상트페테르부르크(레닌그라드 주의 주도)에서 서쪽으로 81km 정도 떨어진 곳에 위치하며 핀란드만과 접한다.
1958년 레닌그라드 원자력 발전소가 들어서면서 신설되었고 1973년 시로 승격되었다.